# Bronzo della Mancha
Il Bronzo della Mancha (in spagnolo : Bronce Manchego) era un'antica cultura proto-iberica diffusasi nel territorio dell'attuale La Mancia tra il 2200 e il 1500 a.C.. Fu contemporanea della cultura di El Argar dalla quale venne fortemente influenzata.

## Origine e caratteristiche

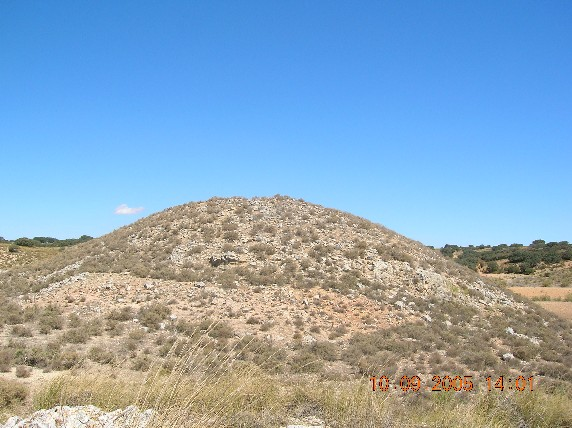
Una "morra" non ancora scavata

In un primo momento si pensava che il Bronzo della Mancha fosse il risultato dell'espansione verso l'interno di gruppi argarici; studi successivi hanno dimostrato che possedeva invece caratteristiche proprie. Attualmente si tende a classificare il bronzo della Mancha come un orizzonte culturale distinto ma con forti relazioni con il bronzo argarico e valenciano.

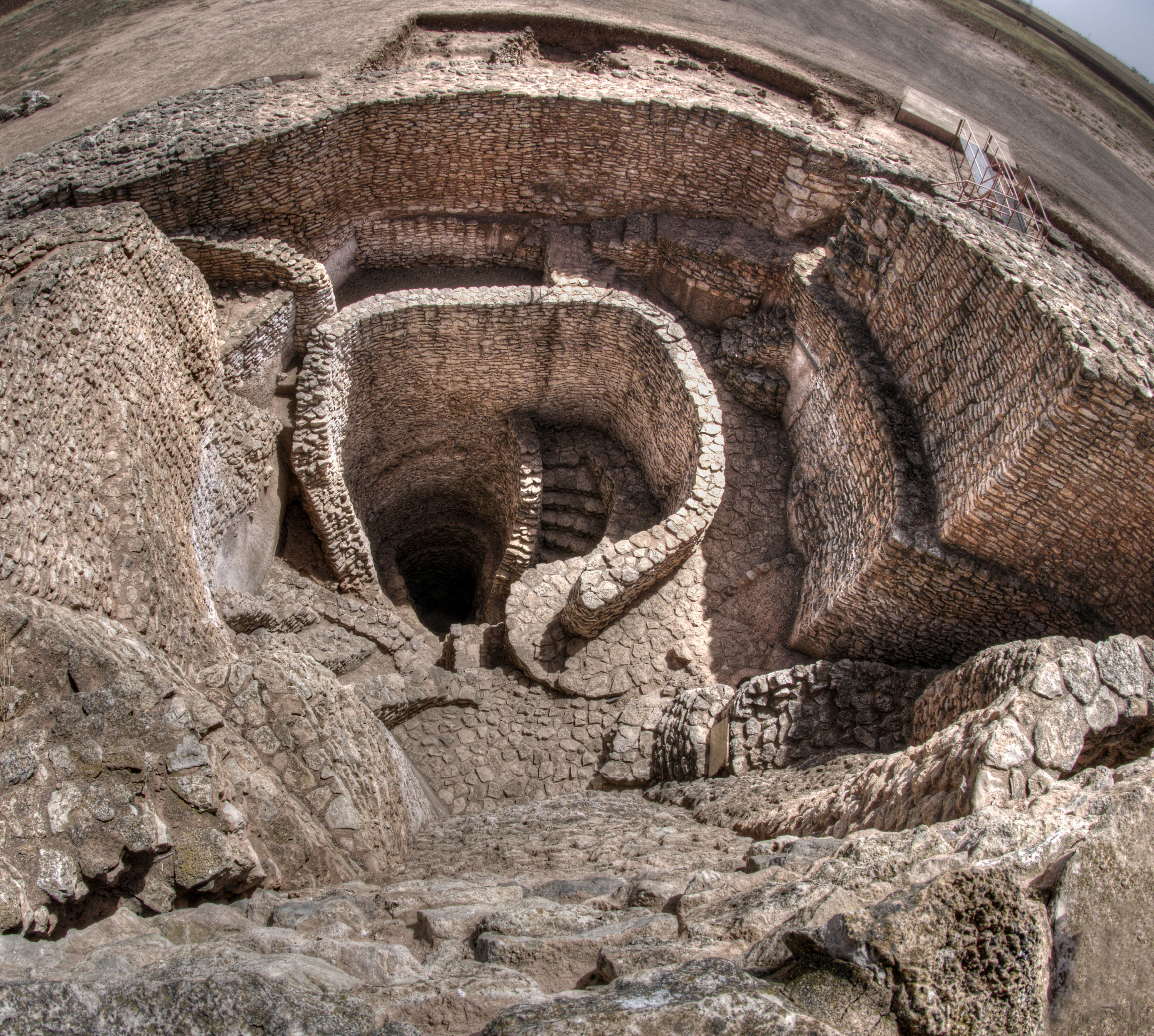
Motilla del Azuer

Questa cultura archeologica è caratterizzata principalmente dalla costruzione di insediamenti pesantemente fortificati noti come Motillas, Morras e Castillejos (è nota infatti anche come cultura delle Motillas). Di questi, le cosiddette "Motillas" erano costituite da mura concentriche al cui interno si trovavano abitazioni e silo. Alcuni autori erano giunti a considerare le Motillas e le morras come grandi tumuli funerari, per via dei resti umani rinvenuti al loro interno.
Uno dei tratti distintivi del bronzo della Mancha è la scarsa diffusione del bronzo rispetto agli oggetti in lega di rame e arsenico.
La ceramica è piuttosto omogenea, con poche variazioni; i modelli sono diversi da quelli argarici: vasi globulari o carenati, per lo più lisci ma anche decorati. Il rituale funerario è simile a quello argarico; inumazione singola all'interno di insediamenti, tombe in cista o pithoi. La presenza di avorio indica l'esistenza di un commercio a lunga distanza. L'economia, oltre alla metallurgia, era basata sull'agricoltura e l'allevamento.

Estensione geografica del Bronzo Manchego (Motillas).

## Estensione
L'esatta determinazione dell'estensione geografica dei gruppi culturali iberici dell'età del bronzo è una questione ancora aperta dal momento che in alcune zone i resti di queste culture contemporanee tra loro si sovrappongono.
A causa di questo non si può parlare di confini netti, ma si può tuttavia affermare con un certo grado di certezza che a nord del fiume Segura si trovano i primi siti non classificabili come argarici ma come insediamenti di questa cultura. La linea Hellín- Albatana- Montealegre del Castillo-Almansa (che coincide casualmente con l'attuale divisione amministrativa tra le province di Albacete, Alicante e Murcia) costituisce il suo confine meridionale. Ad est la valle del Vinalopó sarebbe il limite tra il bronzo valenciano e della Mancha, mentre il confine settentrionale si estenderebbe fino alla valle del Tago e le montagne di Cuenca. Il confine occidentale è molto più vago.